# Feu Rosa
Conjunto Habitacional Dr. Pedro Feu Rosa é um bairro do município da Serra, no estado brasileiro do Espírito Santo, popularmente conhecido como Bairro Feu Rosa. Atualmente possui área de aproximada de 1.503.049 m² e surgiu a partir de um Conjunto Habitacional erguido em meados dos anos 70 construído pela COHAB (Companhia Habitacional do Espírito Santo) inicialmente denominado Bairro das Flores, começando a ser povoado no início dos anos 80. Está a apenas 13 km do Aeroporto de Vitória, em Goiabeiras e a 23 km do Centro de Vitória.Em Janeiro de 2001, o bairro possuía o maior número de contribuintes do IPTU, sendo entregues pela Prefeitura um total de 4.415 carnês.

## Histórico
O nome do bairro, originalmente chamado Bairro das Flores, surgiu em homenagem ao Médico Dr. Pedro Feu Rosa, pai do ex-prefeito da Serra José Maria Feu Rosa , do Desembargador Antônio José Feu Rosa  e do Deputado Federal João Miguel Feu Rosa . Anteriormente outro bairro do município levava este nome, o Bairro Caçaroca que passou a se chamar assim por meio da Lei Municipal 1.322/1989 .
O então Bairro das Flores começou a ser construído em meados da década de 1970 durante o Governo Militar pela COHAB (Companhia Habitacional do Espírito Santo). Segundo relatos o Conjunto Habitacional Dr. Pedro Miguel Feu Rosa, foi criado para ser a moradia dos trabalhadores que iriam construir a futura Companhia Siderúrgica de Tubarão (CST) – atual ArcelorMittal Tubarão, entretanto por causa da distância em relação a Vitória não houve interessados em residir no local[carece de fontes?]. Devido a isso o bairro ficou anos abandonado causando saque das estruturas construídas e depredação. No início da década de 1980 chegaram os primeiros moradores, principalmente por causa de pessoas oriundas do Morro do Macaco, lugar este em que houve um deslizamento de terra causando a morte de muitas pessoas e deixando várias famílias desabrigadas . Com o passar do tempo o número de moradores foi aumentando até o bairro se tornar o mais populoso da Serra e um dos maiores do Estado. Por meio da Lei Municipal 1.328/1989 o então prefeito José Maria decretou a alteração do nome Bairro das Flores para Dr. Pedro Feu Rosa . Posteriormente, por questões políticas, em 1994, foi realizado um plebiscito[carece de fontes?] e os votantes decidiram que o lugar se chamaria Bairro Feu Rosa. Por meio da Lei Municipal 2.229/1999  o então prefeito Sérgio Vidigal decretou a alteração do nome para Bairro Feu Rosa.
Feu Rosa é uma comunidade com 19.532 mil habitantes, segundo o censo realizado em 2010 pelo IBGE, possui área de aproximada de 1.503.049 m². Com comércio pujante e em constante crescimento, possui excelente estrutura viária, seis praças, um ginásio de esportes, um campo de futebol, agência de correios, banco, estação de tratamento de esgoto, sete escolas, quatro creches e uma excelente estrutura comercial e possui, também, o maior colégio eleitoral do Estado do Espírito Santo.

## Escolas
- EMEF "Feu Rosa'';
- EEEFM "Marinete de Souza Lira";
- EEEF "Antônio Engrácio da Silva"
- EMEF "Flor de Cactos";
- EMEF "Abel Bezerra";
- EMEF "Darcy de Paula Gayguer'';
- EMEF "Naly da Encarnaçao Miranda (caic)''.

## Projetos Importantes
- No bairro, existia uma ONG de assistência e desenvolvimentos de projetos para a mulher, a ONG Casa da Mulher, um projeto que proporciona à comunidade cursos para desenvolvimento de renda e florescimento de novas perspectivas de vida para as moradoras da região, que permaneceu por interesses políticos. Hoje o local é abandonado e utilizado pelos usuários de drogas. Localização: Rua das Palmeiras, s/n° - Praça atrás da Escola Feu Rosa.
- Escolinha de Futebol Feu Rosa Dj Jerê que a 18 anos existe no bairro e contribui muito pra diminuição da violência no bairro.
- Em 2018 foi eleito o primeiro vereador residente no bairro, Geraldinho de Feu Rosa . O vereador acabou sendo acusado de rachadinha, que é quando o mandatário fica com parte do salário do assessor. O politico negou as acusações .

## Curiosidades e Personalidades do Bairro
- A Miss Espirito Santo do ano de 2012, Fernanda Pessan Pereira, já foi moradora do bairro .
- Feu Rosa e Vila Nova de Colares, bairro vizinho, revelaram dois jogadores de futebol recentemente. Lincoln Correa , o então adolescente de 14 anos em 2016, treinou na escolinha do Dj Jerê dos 4 aos 10 anos, atuou como titular na equipe sub-15 do Flamengo há mais de 4 anos, atualmente compõe o elenco principal rubro-negro e já conta com mais de 7 convocações para a Seleção Brasileira.[2].
- Daniel, um jovem de Vila Nova de Colares, foi contratado como zagueiro pelo Atlético Paranaense. O atleta foi relevado por uma escolinha de futebol na Serra. Daniel disputou um torneio internacional onde o Atlético Paranaense foi para a final e perdeu para o Barcelona.[3]